# Фаррер (избирательный округ)
Фаррер (англ. Division of Farrer) — избирательный округ Палаты представителей Австралии в штате Новый Южный Уэльс.

## История

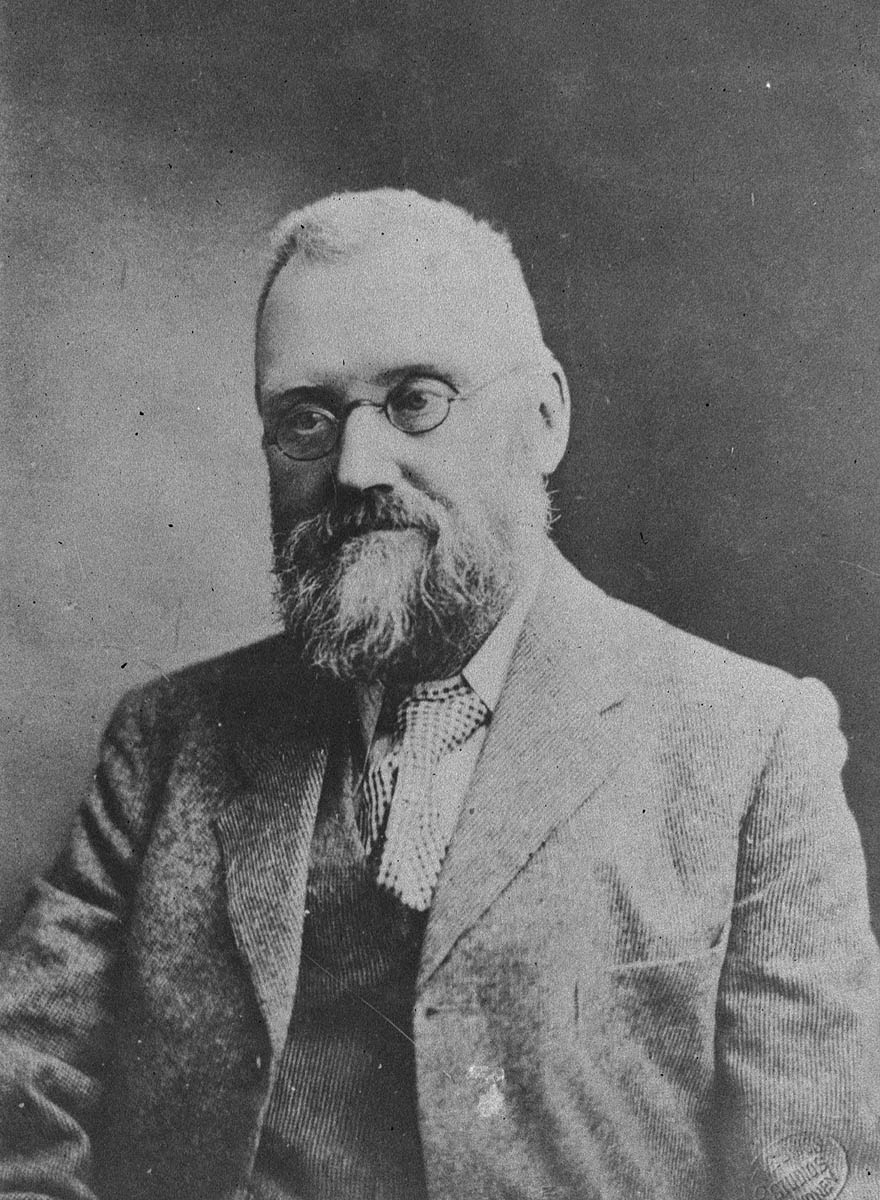
Фаррер, Уильям, в честь которого был назван избирательный округ

Избирательный округ был создан в 1949 году и назван в честь Уильяма Фаррера, учёного в области сельского хозяйства.
Избирательный округ расположен на крайнем юго-западе штата и включает в себя такие города, как: Олбери, Корова, Наррандера, Литон, Гриффит, Дениликин, Хэй, Балранальд и Уэнтуорт.
Действующим членом парламента, начиная с выборов 2001 года, является Суссан Лей, член Либеральной партии Австралии.
Этот округ всегда был «безопасным» для партий, не связанных с лейбористами; место в парламенте от этого округа попеременно переходило от Либеральной партии к Национальной партии. Все четверо его членов впоследствии работали в кабинете министров, в частности, Тим Фишер, лидер Национальной партии с 1990 по 1999 годы, и заместитель премьер-министра с 1996 по 1999 годы во время первой половины правления правительства Говарда.

## Члены Палаты представителей
|  | Фото | Депутат                   | Партия       | Срок                             | Примечания |
|  | ---- | ------------------------- | ------------ | -------------------------------- | --- |
|  |      | Дэвид Фэрбэрн (1917–1994) | Либеральная  | 10 декабря 1949 – 11 ноября 1975 | Работал министром при Мензисе, Холте, Макьюэне, Гортоне и Макмахоне. В отставке.                                                                                  |
|  |      | Уол Файф (1929–2017)      | Либеральная  | 13 декабря 1975 – 1 декабря 1984 | Ранее занимал место в Законодательной ассамблее Нового Южного Уэльса от округа Уогга-Уогга. Работал министром при Фрейзере. Переведён в округ Хьюм.               |
|  |      | Тим Фишер (1946–2019)     | Национальная | 1 декабря 1984 – 8 октября 2001  | Ранее занимал место в Законодательной ассамблее Нового Южного Уэльса от округе Мюррей. Работал министром и заместителем премьер-министра при Говарде. В отставке. |
|  |      | Суссан Лей (1961–)        | Либеральная  | 10 ноября 2001 – н.в.            | Занимала пост министра при Эбботе и Тернбулле. Действующий депутат. В настоящее время является министром при Моррисоне.                                           |

## Результаты выборов
| Парламентские выборы в Австралии (2022): Фаррер | Парламентские выборы в Австралии (2022): Фаррер | Парламентские выборы в Австралии (2022): Фаррер | Парламентские выборы в Австралии (2022): Фаррер | Парламентские выборы в Австралии (2022): Фаррер | Парламентские выборы в Австралии (2022): Фаррер |
| Партия                                          | Партия                                          | Кандидат                                        | Голоса                                          | %                                               | ±%                                              |
| ----------------------------------------------- | ----------------------------------------------- | ----------------------------------------------- | ----------------------------------------------- | ----------------------------------------------- | ----------------------------------------------- |
|                                                 | Либеральная                                     | Суссан Лей                                      | 52 566                                          | 52,26                                           | ▲1,55                                           |
|                                                 | Лейбористская                                   | Даррен Кэмерон                                  | 19 907                                          | 18,99                                           | ▲4,35                                           |
|                                                 | Зелёные                                         | Эли Даверн                                      | 9 163                                           | 9,11                                            | ▲4,46                                           |
|                                                 | Одна нация                                      | Ричард Фрэнсис                                  | 6 393                                           | 6,34                                            | ▲6,33                                           |
|                                                 | Охотников, рыболовов и фермеров                 | Пол Бриттон                                     | 5 339                                           | 5,31                                            | ▲5,31                                           |
|                                                 | Объединённая партия                             | Джули Рамос                                     | 3 270                                           | 3,25                                            | ▼1,01                                           |
|                                                 | Независимый кандидат                            | Аманда Дункан-Стрелец                           | 3 189                                           | 3,17                                            | ▲3,17                                           |
|                                                 | Либерально-демократическая                      | Ян Роворт                                       | 1 595                                           | 1,59                                            | ▲0,48                                           |
| Большинство                                     | Большинство                                     | Большинство                                     | 100 582                                         | 92,41                                           | ▲1,54                                           |
| Явка                                            | Явка                                            | Явка                                            | 108 838                                         | 91,28                                           | ▼1,36                                           |
| Двухпартийное голосование                       |                                                 |                                                 |                                                 |                                                 |                                                 |
|                                                 | Либеральная                                     | Суссан Лей                                      | 66 739                                          | 66,35                                           | ▼3,48                                           |
|                                                 | Лейбористская                                   | Даррен Кэмерон                                  | 33 843                                          | 33,65                                           | ▲3,48                                           |
|                                                 | Либеральная (удержание)                         | Либеральная (удержание)                         | Свинг                                           | ▼3,48                                           |                                                 |